# Février 1862

## Événements
- La noblesse libérale de Tver réclame la réunion d’un Zemski sobor en Russie.
- Mexique : le président Benito Juarez réussit à neutraliser la Grande-Bretagne et l’Espagne par la convention de Soledad. La France, profitant de la guerre de Sécession, continue seule la guerre (Expédition du Mexique, fin en 1867). Napoléon III, encouragé par Morny, (qui soutient les créances du banquier Jecker sur le Mexique), veut créer un empire catholique, contrepoids à la puissance des États-Unis. À en croire les réfugiés mexicains de France, victimes des libéraux, l’entreprise paraît aisée.
- Février - juin, États-Unis : les forces de l’Union (Grant, pope et Buell), aidés de canonnières fluviales, s’emparent de points stratégiques sur le Mississippi, le Tennessee et la Cumberland.

- 5 février : l'union des Principautés unies de Moldavie et de Valachie est formellement reconnue : le nouveau pays reçoit officiellement le nom de Roumanie, avec Bucarest comme capitale.

- 16 février : fondation du mouvement de gymnastique des Sokol en Bohême, inspiré du Turnverein allemand fondé en 1811. Son idéologie anti-habsbourgeoise sera reprise par les minorités nationales de l’Empire austro-hongrois.

- 19 février : le roi Mtesa du Bouganda accueille l’explorateur Speke et les trafiquants arabes venus par le sud.

## Naissances
- 5 février : Felipe de Jesús Villanueva Gutiérrez, compositeur mexicain († 28 mai 1893).
- 8 février : Ferdinand Ferber, pionnier français de l'aviation.
- 14 février : Nestore Leoni, peintre miniaturiste italien (1940).
- 16 février : Désiré Delansorne, coureur cycliste, garagiste, vendeur de cycles et homme politique français († 17 novembre 1937).
- 17 février : Ovide Charlebois, évêque et missionnaire.

## Décès
- 3 février :
  - Jean-Baptiste Biot, physicien, astronome et mathématicien (° 1774), qui utilisa le premier la lumière polarisée pour l’étude des solutions.
  - Carl Ludwig Blume, botaniste néerlandais (° 1789).
  - Arch Stanton, soldat confédéré enterré au cimetière de Sad Hill dans le film Le Bon, la Brute et le Truand.
- 14 février :Augustus Macdonald (né en 1802), écrivain et homme politique britannique